# لوکاس کاندیدو
لوکاس کاندیدو (پرتغالی: Lucas Cândido؛ زادهٔ ۲۵ دسامبر ۱۹۹۳) بازیکن فوتبال اهل برزیل است که در پست هافبک بازی می‌کند.
از باشگاه‌هایی که در آن بازی کرده‌است می‌توان به اتلتیکو مینیرو، ویتوریا، پرتا، الظفره و فولاد خوزستان اشاره کرد.
وی همچنین در تیم ملی فوتبال زیر ۲۰ سال برزیل بازی کرده‌است.